# Alvéolectomie

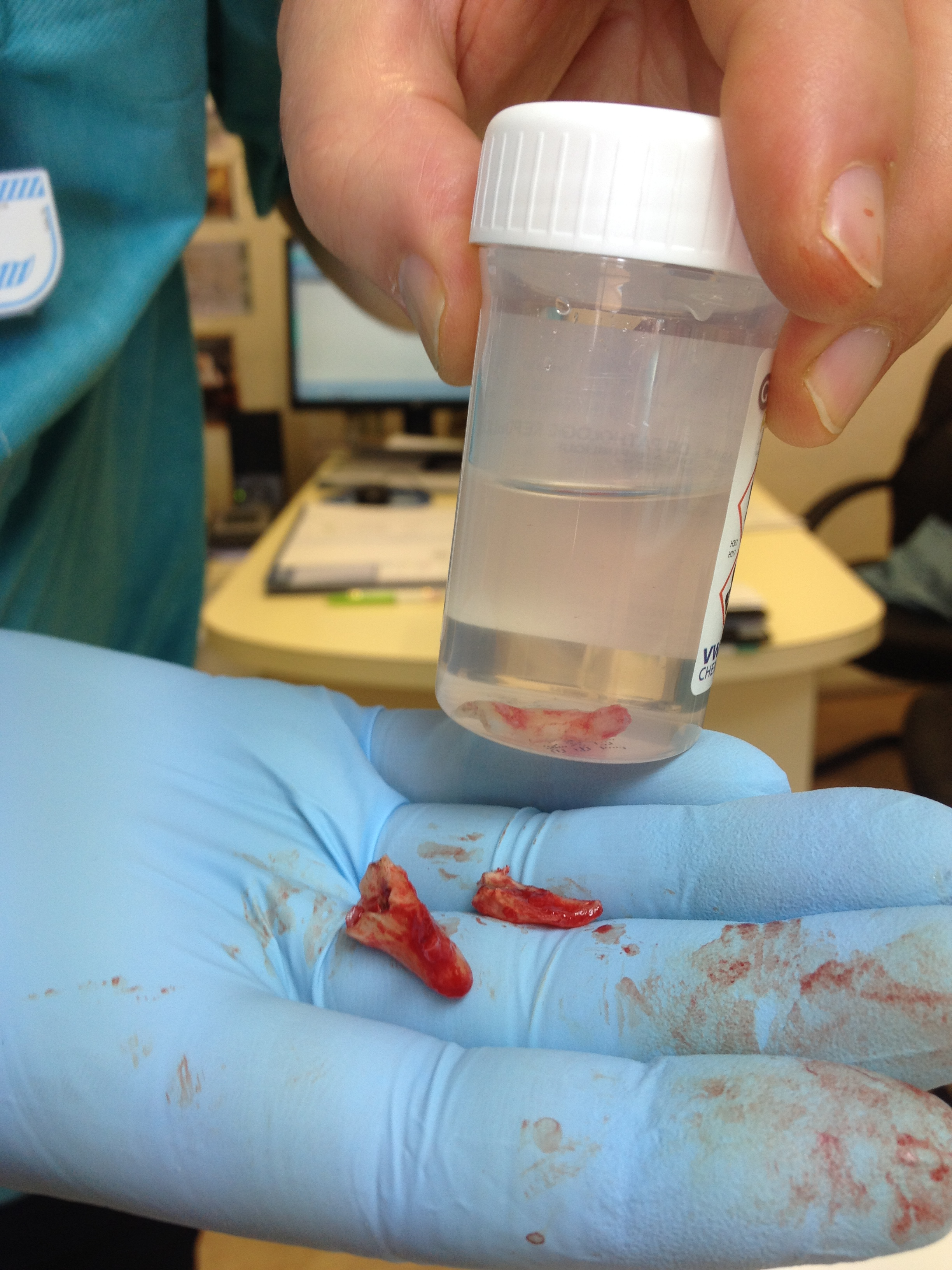
Racine dentaire extraite après une alvéolectomie.

L’alvéolectomie désigne l'excision partielle du tissu osseux de l'alvéole dentaire permettant l'extraction d'une racine dentaire.